# Etynol
Etynol är en alkohol med formeln C2H2O. Ämnet är en instabil tautomer av etenon. På grund av sin instabilitet saknar ämnet praktisk betydelse.

## Tillverkning
Vid låg temperatur i en fast argonmatris är det möjligt att isomerisera etenon för att bilda etynol.

## Identifikatorer
InChI 1S/C2H2O/c1-2-3/h1,3H